# Wainganga
Wainganga (en Marathi: वैनगंगा नदी), aussi appelée Waingunga ou Wangunga, est une rivière de l'Inde qui prend sa source sur les pentes méridionales de la chaîne de Satpura à environ 12 km du village de Mundara (district de Seoni, État de Madhya Pradesh), puis s'écoule vers le sud à travers les États du Madhya Pradesh et du Maharashtra sur approximativement 580 km (360 miles) avant de se joindre à la rivière Wardhâ (plus connue sous le nom de Pranahita) qui elle-même se jette dans le fleuve Godavari.

## Affluents
La rivière Wainganga reçoit de nombreux affluents (Andhari, Garhavi, Khobragadi, Kathani et Potphondi) qui drainent les districts de Chandrapur, Gadchiroli, Bhandara, Gondia et Nagpur.

## Dans la fiction
L'écrivain britannique Rudyard Kipling considérait la rivière Wainganga comme la limite du territoire de Mowgli, décrit dans Le Livre de la jungle, et plusieurs scènes importantes se déroulent sur ses rives.